# Dragan Ilić
Dragan Ilić (cyryl. Драган Илић, ur. 24 marca 1977) – jugosłowiański piłkarz, występujący na pozycji napastnika.

## Życiorys
Był zawodnikiem Vojvodiny Nowy Sad, z której w 1997 roku przeszedł do Hajduka Kula. W latach 1997–1999 występował w Prvej lidze w barwach Hajduka, OFK Beograd i Spartaka Subotica, rozgrywając łącznie sześć spotkań w tej klasie rozgrywkowej. W 2001 roku grał w FK Vrbas i Slovenie Ruma, po czym został pozyskany przez Stomil Olsztyn. W I lidze zadebiutował 9 marca 2002 roku w zremisowanym 1:1 spotkaniu ze Śląskiem Wrocław. Ogółem w Stomilu rozegrał osiem ligowych meczów. Po zakończeniu sezonu przeszedł do Górnika Zabrze. W barwach tego klubu rozegrał jeden mecz w Pucharze Polski (1:3 z Wisłą Płock po dogrywce) oraz jeden ligowy (0:2 z GKS Katowice). Po zakończeniu rundy jesiennej odszedł z Górnika Zabrze.

## Statystyki ligowe
| Sezon         | Klub                | Liga                      | Mecze | Gole |
| ------------- | ------------------- | ------------------------- | ----- | ---- |
| 1997/1998     | FK Hajduk Kula      | Prva liga SR Јugoslavije  | 3     | 0    |
| 1998/1999 (j) | OFK Beograd         | Prva liga SR Јugoslavije  | 2     | 0    |
| 1998/1999 (w) | FK Spartak Subotica | Prva liga SR Јugoslavije  | 1     | 0    |
| 2000/2001 (w) | FK Vrbas            | Druga liga SR Јugoslavije | ?     | ?    |
| 2001/2002 (j) | FK Sloven Ruma      | Srpska Liga Vojvodina     | ?     | ?    |
| 2001/2002 (w) | Stomil Olsztyn      | I liga                    | 8     | 0    |
| 2002/2003 (j) | Górnik Zabrze       | I liga                    | 1     | 0    |